# Oleh Ocheretko
Oleh Andriyovych Ocheretko (en ukrainien : Олег Андрійович Очеретько), né le 25 mars 2003 à Makiïvka, est un footballeur ukrainien qui évolue au poste de milieu offensif au SK Dnipro-1, en prêt du Chakhtar Donetsk.

## Biographie

### Carrière en club

#### Formation et débuts en prêt
Né à Makiivka, dans l'oblast de Donetsk, Oleh Ocheretko est du centre de formation du Chakhtar Donetsk, avec lequel il remporte plusieurs titres nationaux en jeunes, jusqu'à jouer l'UEFA Youth League en 2019. Il commence ensuite son parcours professionnel en prêt au FK Marioupol, jouant la saison 2020-21 avec le club de Premier-Liha ukrainienne,.
Se montrant rapidement décisif, il s'impose comme titulaire régulier avec l'équipe de première division, et enchaine alors avec une deuxième saison en prêt à Marioupol. Mais le championnat est néanmoins tronqué de sa deuxième partie, du fait de l'invasion de l'Ukraine par la Russie, et la ville où jouait Ocheretko est ravagée par le siège qu'en font les forces russes.

#### Essor avec le Chakhtar
De retour au Chakhtar, Ocheretko est de suite intégré à l'équipe première du club et il va rapidement s'illustrer en championnat, décisif sur le but du 2-1 après la fin du temps réglementaire le 10 septembre 2022 : entré en jeu face au Tchornomorets Odessa et auteur d'une frappe de loin légèrement dévié par Lassina Traoré – le but est finalement attribué à ce dernier – qui permet d'arracher la victoire.
Ocheretko fait ensuite ses débuts en Ligue des champions le 14 septembre 2021, entrant en jeu lors du match de poule du Chakhtar Donetsk à domicile, qui aboutit à un match nul 1-1 contre les champions écossais du Celtic FC.

### Carrière en sélection
Ocheretko est international ukrainien en équipe de jeune dès les moins de 16 ans, puis avec les moins de 17 ans. Capitaine avec ces derniers puis avec les moins de 19 ans, il prend ensuite part aux éliminatoires du championnat d'Europe avec les espoirs ukrainiens,.

## Style de jeu
Milieu de terrain créatif, Oleh Ocheretko est à ses débuts un joueur particulièrement polyvalent, capable de jouer à tous les postes du milieu, mais aussi plus haut ou sur les cotés.
Il est décrit comme un joueur technique et rapide, qui n'a pas peur de prendre des initiatives, pouvant faire la différence autant en allant jouer les un contre un que par la passe.

## Statistiques
| Saison                | Club                  | Championnat           | Championnat | Championnat | Championnat | Coupe(s) nationale(s) | Coupe(s) nationale(s) | Coupe(s) nationale(s) | Compétition(s) continentale(s) | Compétition(s) continentale(s) | Compétition(s) continentale(s) | Compétition(s) continentale(s) | Total | Total | Total |
| Saison                | Club                  | Division              | M.          | B.          | P.d.        | M.                    | B.                    | P.d.                  | Comp.                          | M.                             | B.                             | P.d.                           | M.    | B.    | P.d.  |
| 2020-2021             | FK Marioupol (prêt)   | Premier-Liha          | 10          | 0           | 0           | 2                     | 1                     | 0                     | -                              | -                              | -                              | -                              | 12    | 1     | 0     |
| 2021-2022             | FK Marioupol (prêt)   | Premier-Liha          | 17          | 2           | 2           | 1                     | 0                     | 0                     | -                              | -                              | -                              | -                              | 18    | 2     | 2     |
| Sous-total            | Sous-total            | Sous-total            | 27          | 2           | 2           | 3                     | 1                     | 0                     | -                              | 0                              | 0                              | 0                              | 30    | 3     | 2     |
| 2022-2023             | Chakhtar Donetsk      | Premier-Liha          | 13          | 0           | 1           | -                     | -                     | -                     | C1+C3                          | 1+0                            | 0+0                            | 0+0                            | 14    | 0     | 1     |
| Sous-total            | Sous-total            | Sous-total            | 13          | 0           | 1           | 0                     | 0                     | 0                     | -                              | 1                              | 0                              | 0                              | 14    | 0     | 1     |
| Total sur la carrière | Total sur la carrière | Total sur la carrière | 40          | 2           | 3           | 3                     | 1                     | 0                     | -                              | 1                              | 0                              | 0                              | 44    | 3     | 3     |